# Hit Me Like a Man
Hit Me Like a Man — второй мини-альбом американской альтернативной группы The Pretty Reckless, изданный 6 марта 2012 года в формате цифровой дистрибуции звукозаписывающим лейблом Interscope Records. CD-диск был издан 3 апреля 2012 года. В мини-альбом вошли три новые песни группы, а также концертные записи двух песен из их дебютного альбома Light Me Up.

## Список композиций
| №                   | Название            | Автор(ы)                                   | Длительность |
| ------------------- | ------------------- | ------------------------------------------ | ------------ |
| 1.                  | «Make Me Wanna Die» | Тейлор Момсен, Като Хвандвало, Бен Филлипс | 4:12         |
| 2.                  | «Hit Me Like a Man» |                                            | 3:33         |
| 3.                  | «Under the Water»   |                                            | 4:03         |
| 4.                  | «Since You're Gone» | Тейлор Момсен, Като Хвандвало, Бен Филлипс | 3:25         |
| 5.                  | «Cold Blooded»      |                                            | 4:43         |
| Общая длительность: | Общая длительность: | Общая длительность:                        | 19:58        |